# Литва на зимних Олимпийских играх 2014
Литва принимала участие в зимних Олимпийских играх 2014 года, которые проходили в Сочи с 7 по 23 февраля. Сборную страны представляло девять спортсменов: пять женщины и четверо мужчин. Лучшим результатом стало 16-е место в шорт-треке у Агне Серейкайте. Олимпийских медалей Литва не завоевала.

## Состав сборной
Биатлон
1. Томас Каукенас
2. Диана Расимовичюте

 Горнолыжный спорт
1. Рокас Завяцкас
2. Ева Янушкявичюте

 Лыжные гонки
1. Мантас Строля
2. Ингрида Ардишаускайте

 Фигурное катание
1. Дейвидас Стагнюнас
2. Изабелла Тобиас

 Шорт-трек
1. Агне Серейкайте

## Результаты соревнований

### Биатлон
Мужчины
| Соревнование         | Спортсмены     | Стрельба | Результат | Отставание | Место |
| -------------------- | -------------- | -------- | --------- | ---------- | ----- |
| Спринт               | Томас Каукенас | 0+2      | 26:26.2   | +1:52.7    | 48    |
| Гонка преследования  | Томас Каукенас | 1+0+0+2  | 36:49.8   | +3:01.2    | 40    |
| Индивидуальная гонка | Томас Каукенас | 0+0+0+3  | 52:38.9   | +3:07.2    | 23    |

Женщины
| Соревнование         | Спортсмены         | Стрельба | Результат | Отставание | Место |
| -------------------- | ------------------ | -------- | --------- | ---------- | ----- |
| Спринт               | Диана Расимовичюте | 1+1      | 23:18.6   | +2:11.8    | 51    |
| Гонка преследования  | Диана Расимовичюте | 0+0+0+2  | 34:07.1   | +4:36.4    | 43    |
| Индивидуальная гонка | Диана Расимовичюте | 1+1+0+1  | 49:32.5   | +6:12.9    | 42    |

### Горнолыжный спорт
Мужчины
| Соревнование      | Спортсмен      | 1 спуск | 1 спуск    | 1 спуск | 2 спуск | 2 спуск    | 2 спуск | Итоговое Время | Отставание | Место |
| Соревнование      | Спортсмен      | Время   | Отставание | Место   | Время   | Отставание | Место   | Итоговое Время | Отставание | Место |
| ----------------- | -------------- | ------- | ---------- | ------- | ------- | ---------- | ------- | -------------- | ---------- | ----- |
| Гигантский слалом | Рокас Завяцкас | 1:36.06 | +14.98     | 70      | 1:36.98 | +13.79     | 62      | 3:13.04        | +27.75     | 63    |
| Слалом            | Рокас Завяцкас | DNF     | DNF        | DNF     |         |            |         | DNF            | DNF        | DNF   |

Женщины
| Соревнование      | Спортсмен        | 1 спуск | 1 спуск    | 1 спуск | 2 спуск | 2 спуск    | 2 спуск | Итоговое Время | Отставание | Место |
| Соревнование      | Спортсмен        | Время   | Отставание | Место   | Время   | Отставание | Место   | Итоговое Время | Отставание | Место |
| ----------------- | ---------------- | ------- | ---------- | ------- | ------- | ---------- | ------- | -------------- | ---------- | ----- |
| Гигантский слалом | Ева Янушкявичюте | 1:36.79 | +18.91     | 71      | DNF     | DNF        | DNF     | DNF            | DNF        | DNF   |
| Слалом            | Ева Янушкявичюте | DNF     | DNF        | DNF     |         |            |         | DNF            | DNF        | DNF   |

### Лыжные гонки
Спортсменов — 2
Мужчины
Дистанционные гонки
| Соревнование              | Спортсмены      | Результат | Место |
| ------------------------- | --------------- | --------- | ----- |
| 15 км классическим стилем | Витаутас Строля | 45:08.0   | 70    |
| Скиатлон 15+15 км         | Витаутас Строля | 1:20:37,2 | 67    |

Спринт
| Соревнование | Спортсмены      | Квалификация | Квалификация | Четвертьфинал        | Четвертьфинал        | Полуфинал            | Полуфинал            | Финал                | Финал                | Итоговое место |
| Соревнование | Спортсмены      | Результат    | Место        | Результат            | Место                | Результат            | Место                | Результат            | Место                | Итоговое место |
| ------------ | --------------- | ------------ | ------------ | -------------------- | -------------------- | -------------------- | -------------------- | -------------------- | -------------------- | -------------- |
| Спринт       | Витаутас Строля | 3:55,48      | 70           | Завершил выступление | Завершил выступление | Завершил выступление | Завершил выступление | Завершил выступление | Завершил выступление | 70             |

Женщины
Дистанционные гонки
| Соревнование              | Спортсмены            | Результат | Место |
| ------------------------- | --------------------- | --------- | ----- |
| 10 км классическим стилем | Ингрида Ардишаускайте | 36:52.1   | 67    |

Спринт
| Соревнование | Спортсмены            | Квалификация | Квалификация | Четвертьфинал         | Четвертьфинал         | Полуфинал             | Полуфинал             | Финал                 | Финал                 | Итоговое место |
| Соревнование | Спортсмены            | Результат    | Место        | Результат             | Место                 | Результат             | Место                 | Результат             | Место                 | Итоговое место |
| ------------ | --------------------- | ------------ | ------------ | --------------------- | --------------------- | --------------------- | --------------------- | --------------------- | --------------------- | -------------- |
| Спринт       | Ингрида Ардишаускайте | 2:55,44      | 62           | Завершила выступление | Завершила выступление | Завершила выступление | Завершила выступление | Завершила выступление | Завершила выступление | 62             |

### Фигурное катание
| Спортсмены                         | Соревнования  | КТ    | КТ    | ПТ    | ПТ    | Результат | Результат |
| Спортсмены                         | Соревнования  | Очки  | Место | Очки  | Место | Очки      | Место     |
| ---------------------------------- | ------------- | ----- | ----- | ----- | ----- | --------- | --------- |
| Изабелла Тобиас Дейвидас Стагнюнас | Танцы на льду | 56.40 | 17    | 82.60 | 18    | 139.00    | 17        |

### Шорт-трек
Женщины
| Соревнование | Спортсмены      | Квалификация | Квалификация | Четвертьфинал         | Четвертьфинал         | Полуфинал             | Полуфинал             | Финал                 | Финал                 | Итоговое место |
| Соревнование | Спортсмены      | Результат    | Место        | Результат             | Место                 | Результат             | Место                 | Результат             | Место                 | Итоговое место |
| ------------ | --------------- | ------------ | ------------ | --------------------- | --------------------- | --------------------- | --------------------- | --------------------- | --------------------- | -------------- |
| 500 м        | Агне Серейкайте | 45.356       | 24           | Завершила выступление | Завершила выступление | Завершила выступление | Завершила выступление | Завершила выступление | Завершила выступление | 24             |
| 1500 м       | Агне Серейкайте |              |              | 2:21.900              | Q                     | 2:20.398              | 16                    | Завершила выступление | Завершила выступление | 16             |
| 1000 м       | Агне Серейкайте | PEN          |              | Завершила выступление | Завершила выступление | Завершила выступление | Завершила выступление | Завершила выступление | Завершила выступление |                |

PEN - штраф